# Mormia caspersi
Mormia caspersi är en tvåvingeart som beskrevs av Wagner 1977. Mormia caspersi ingår i släktet Mormia och familjen fjärilsmyggor. Inga underarter finns listade i Catalogue of Life.